# Andrea elsker mig
Andrea elsker mig en roman af Niels Rohleder, udgivet 1995. Romanen vandt førstepræmien i Gyldendals og TV 2's romankonkurrence Ung kærlighed i 90'erne.

## Handling
Morten, der er journalistelev, møder ved urolighederne den 18. maj 1993 Andrea, der holder til i de autonome miljøer. Morten forelsker sig i Andrea, Morten opdager snart at Andreas far er en verdenskendt terrorister og han må holde kortene tæt ind i kroppen for ikke at afsløre det overfor sin chef Moss.